# 水尻池
水尻池（みずしりのいけ、みずしりいけ）は、鳥取県鳥取市にある池である。
近代に干拓が行われ、季節的潟湖になっていた。昭和の終わり頃に稲作が行われなくなり、通年池に戻った。1960年代後半からオオハクチョウの定期越冬地の南限となり、渡り鳥の越冬地として知られている。

## 概要
水尻池の周囲は約3km、水深は浅く、概ね1〜2mで、深いところでも3mほど。砂丘の発達によって湾が海と切り離されてできた潟湖である。流出入する大きな川はなく、小さな谷を流れる沢水や雨水などが入るだけである。
池は大正から昭和にかけて干拓され、夏の間は水田、冬の間は池となっていた。やがて野鳥の飛来地として知られるようになり、野鳥の保護地となった。昭和の終わりごろに稲作が行われなくなり、一年を通じて池となった。一帯は西因幡県立自然公園に指定されている。

## 野鳥
水尻池は野鳥の飛来地で、特に秋から冬にかけて水鳥の越冬地となっている。
最も多く見られるのがマガモで、ほかにオナガガモ、ヒドリガモ、カルガモ、ホシハジロ、コガモなどのカモ類が500羽から2000羽集まって冬を越す。
このほか、ミコアイサ、キンクロハジロ、ハクチョウなどが見られる。カンムリカイツブリやカワウも10数羽現れる。近年はマガン、ヒシクイ、オオバンなども見られるほか、1992年（平成4年）にはオジロワシが観察されたこともある。
ダイサギ、コサギ、アオサギ、ゴイサギなどのサギ類は通年みられ、ツルシギなどは春から夏にかけて現れる。荒天で海の波が高い時には、周辺の漁港からウミネコやセグロカモメ、オオセグロカモメがやってくる。
水尻池から西へ3kmほどいった気高町日光地区も、かつての水尻池と同じように夏期は水田、冬場は池（日光池）となっていて、こちらも水鳥の越冬地となっている。日光地区の干拓は水尻池よりもずっと古く、江戸時代から行なわれている。

## 歴史と池の様相の変遷
水尻池のあたりはもともとは海岸の小さな入り江だった。この入り江の入り口に砂丘が形成され、海と切り離されて現在のような潟湖となった。砂丘の高さは18mほどあり、今は水尻集落をはじめ、国道9号がその頂部を通っている。海と切り離された時期ははっきりとはわかっていないが、約6000年前頃の縄文海進以降と推定されている。近代にいちど干拓されて水田になったが、減反によってもとの池に戻された。

### 古代から明治時代まで

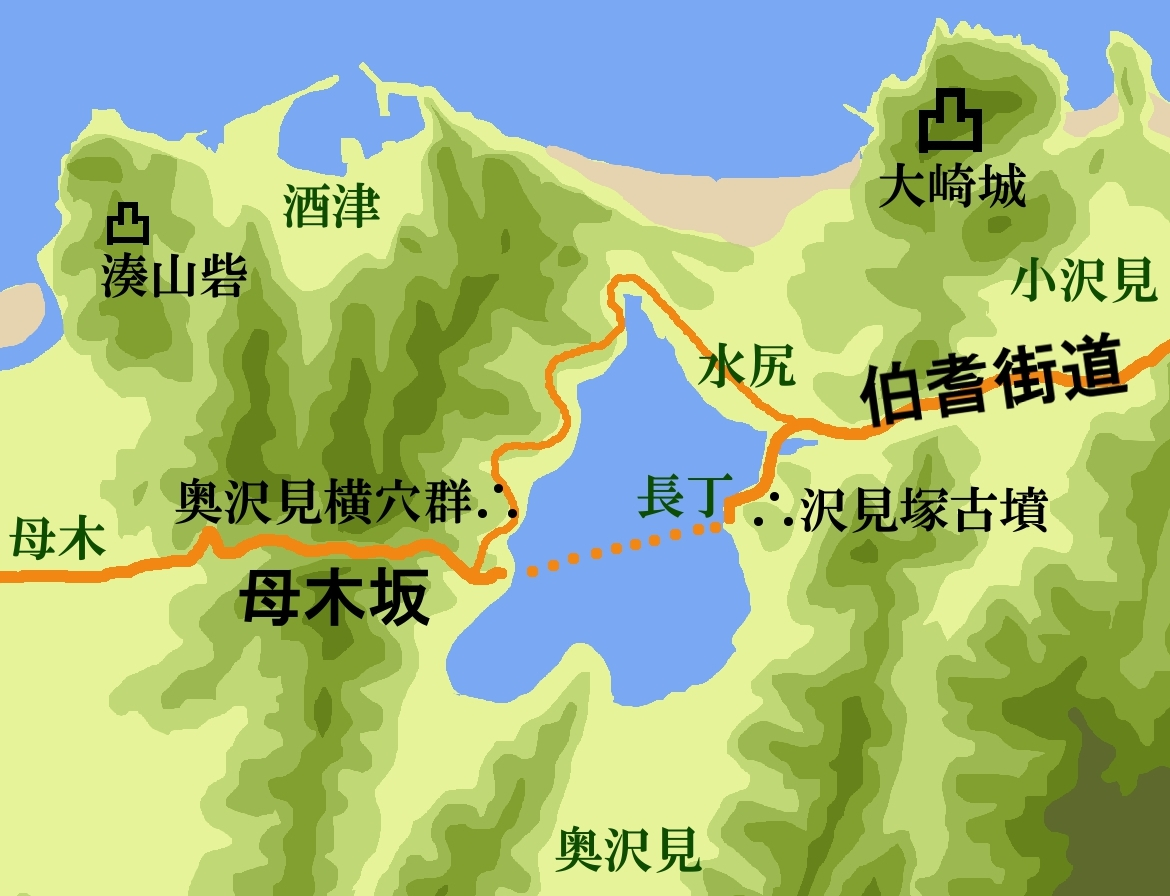
伯耆街道は水尻池の北畔をまわり、母木坂へ通じていた。

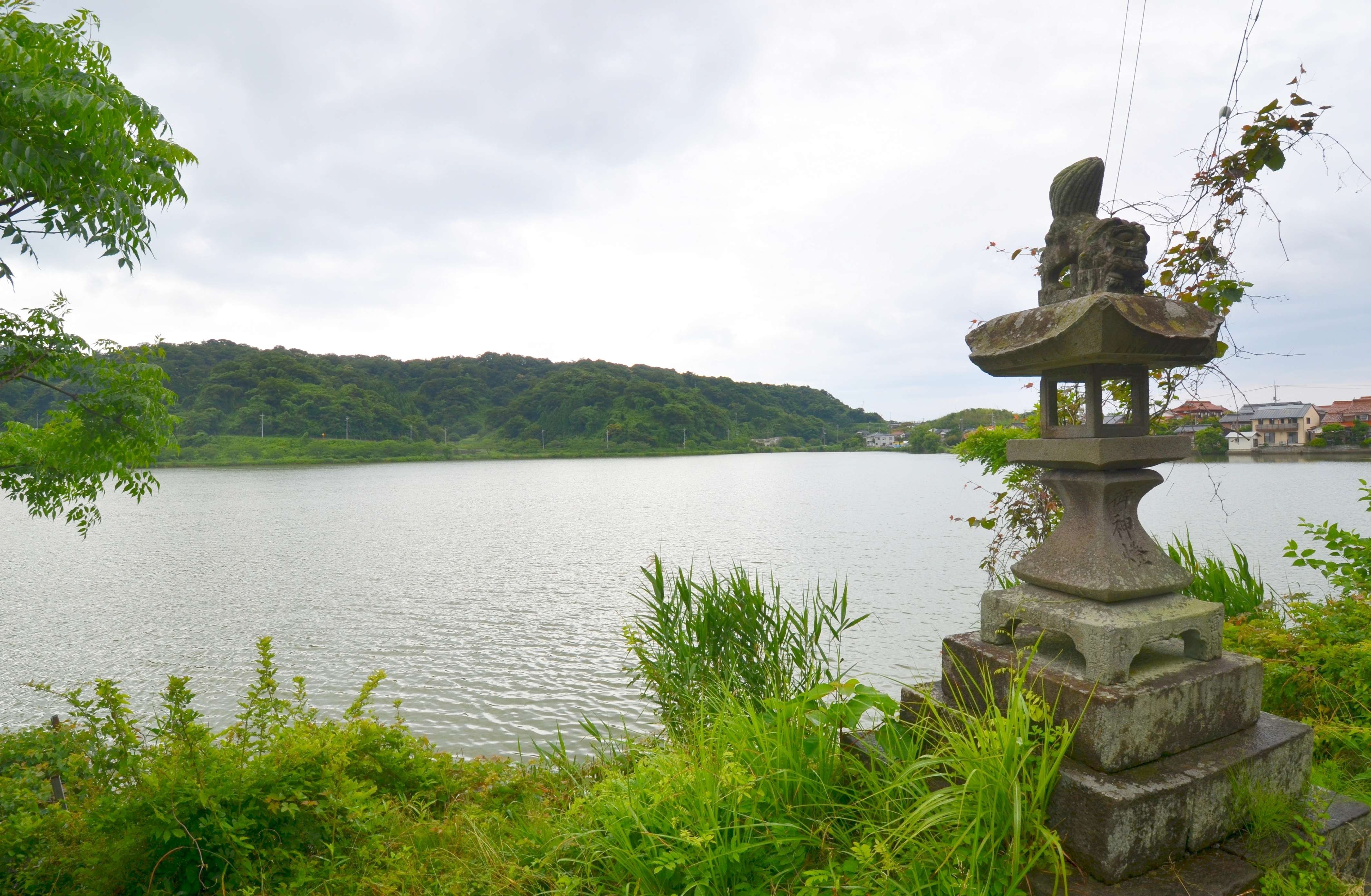
かつての船着場に残る石灯籠

池の南東側の丘陵上には6世紀のものとみられる古墳（沢見塚古墳）がある。沢見塚古墳は珍しい双方中円墳で、須恵器などの破片が出土している。このほか同じ古墳時代のものとみられる奥沢見横穴群遺跡が池の西岸にあり、古くから池畔が人の定住に適していたことを示唆している。
奥沢見（おくぞうみ）にある板井神社は延喜式神名帳（927年）に掲載されている「板井神社」に比定されている。社伝では神功皇后が三韓征伐の戦勝を祈願して創建したとしており、7世紀後半の天武天皇の頃まで勅使があったという。神体は六尺（約1.8m）の巨石とされており、これに由来してかつて当地は宮石と称していた。当地の宮石氏は鎌倉時代に山名氏に臣従したが、後醍醐天皇が隠岐島から脱出して鳥取の海岸に漂着した際に馳せ参じ、社領を得たとされている。
このあたりは東の気多郡との郡境にあたり、水尻池の北東側の尾根の先端部には戦国時代に砦（大崎城）が築かれていて、尼子氏、毛利氏や豊臣秀吉らの争いの地になった。築城時期は不詳だが、『陰徳太平記』（1717年）によれば、毛利氏と豊臣氏が争った時期には、宮石氏らを従えた田公氏が毛利勢に与して城を守っていたとされる。一方、『因幡志』（1795年）では、当時の城主を樋土佐右衛門としている。大崎城は伯耆街道の隘路を見下ろしており、付随する砦として西に湊山砦をもっていた。
『因幡志』では「水後池」とし、「東西三町四十五間」（約408m）、「南北五町二十五間」（約590m）、「周廻三十五町四十五間」（約3.9km）としている。水尻池の産物に関しては「鯔蜆等多シ　然レトモ腹嗅ク下品ナリ」としている。池畔には農地が乏しく、付近の集落は水尻池での漁業で生計をたてていた。それでも生活は苦しく、村民がしばしば藩に願いでて海でのイワシの網漁を願い出たことが史料に残されている。
鳥取平野と倉吉平野を結ぶ伯耆街道（旧山陰道）は、水尻池の北岸を通っていた。ここから西の海岸は崖や80メートル級の急峻な岩山に阻まれており、街道は池の岸を回りこんで母木坂という峠を越え、西の母木（ほうぎ）宿（現在の宝木駅付近）へ続いていた。荷を抱えての母木坂越えと池畔の斜面の道の往来は苦労が多いため、水尻の住民は母木坂側の湖畔と対岸の長丁を結ぶ渡し船を営んだ。船による往来は明治時代も続けられ、片道2銭の船賃をとっていたという。母木坂越えを迂回する国道が開通するのは1966年（昭和41年）になってからだった。渡船場は廃れたが、今でも石灯籠が残されていて当時の様子を伝えている。

### 干拓事業

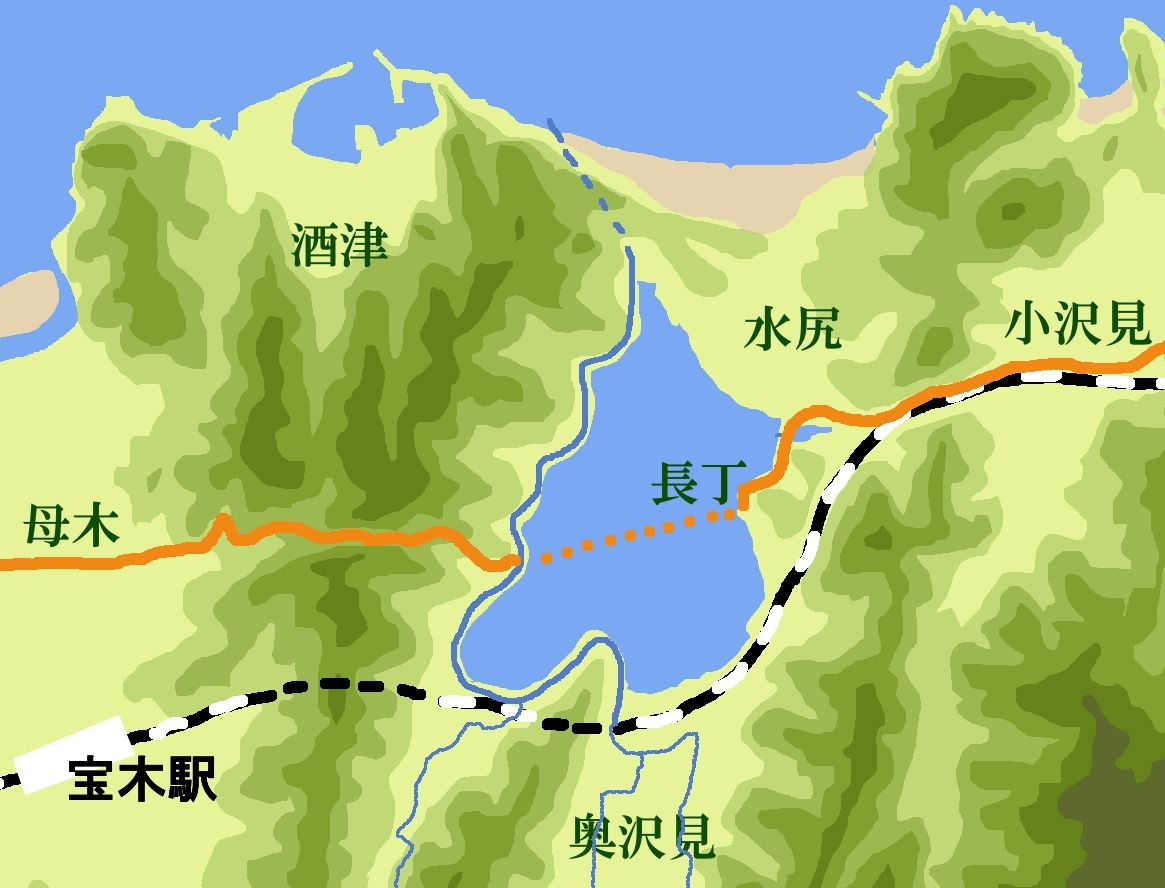
池の南に開通した山陰本線が池の大転機になった。

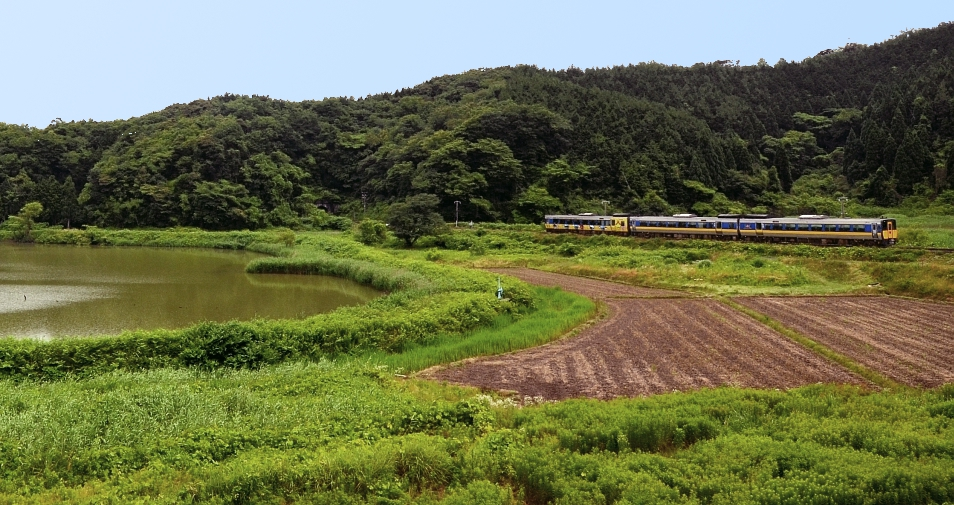
山陰本線を通す際に池の南側が埋め立てられて農地ができた。

池畔の集落はもっぱら池での漁撈で生計をたてる漁村で、明治時代までウナギやコイ、フナ、ナマズの漁が行なわれていた。転機をもたらしたのは、1907年（明治40年）に開通した山陰本線である。山陰本線は池の南側を通ることになり、敷設にあたって池の南側が一部埋め立てられた。これに伴って埋立地周辺に80アールの水田が生まれた。
これを契機に、池全体を干拓して水郷地帯とし、コメの増産を図る計画が持ち上がった。地元の有志からはじまった構想は、宝木村の議会を通り、三松武夫鳥取県知事によって認可を得た。事業に出資したのは岩美郡福部村の地主だった西垣良蔵という人物である。池での漁で生計を立てていた漁民は漁業補償金100円を受け取るとともに、人夫として工事に従事した。
事業は1915年（大正4年）に始まった。上流からの水の流入を避けるため、「廻し堀」といって池の周囲に水濠が掘られた。池の水面は海より低く、自然には排水できないため、電動ポンプが用いられた。排水路は海に近い山を穿ってトンネルを築き、日本海へ排水する方式となった。これによって11ヘクタールの水田がうまれた。出資者が岩美郡の大地主である石谷良造にかわるとさらに13ヘクタールの干拓が行われ、1921年（大正10年）には合わせて24ヘクタールの新田になった。こうして池畔の集落は漁村から半漁半農の村へと生まれ変わった。
湖面はもともと国有地だったが、事業によって無償で出資者である地主へと払い下げられた。この土地は、労働力を提供したもともとの漁民たちに分配され、小作農となった。はじめに完成した11ヘクタールの農地は漁民に均等に分配され、あとから完成した13ヘクタールは働きに応じて配分された。1戸あたり平均して50〜60アールの水田を受け持つことになり、コメの収穫は3〜4倍に増えた。
ただし、砂浜に設けた排水路は、冬になると強い海寄りの季節風によって砂が堆積して閉塞してしまううえ、排水ポンプの電気代がかかる。このため、耕作が終わると排水をやめて池に戻し、春になると排水路を開削しなおして排水を行い、水田としていた。これを季節的潟湖・季節的水田と称し、同じ気高郡内では水尻池の西3kmほどにある日光地区でも同じようなことが行われていた。
また、水田は湿田であり、農作業は常に腰まで水に浸かる大変な重労働だった。稲刈りをする時期でさえ同様で、船で湿田を回って稲を収穫し、高いところまで運ぶ必要があった。季節的潟湖のため地盤はゆるく、大型の農業機械の導入は不可能で、効率化は望めなかった。排水ポンプを稼働させて池の水をぬくと、湖畔の家屋で地盤沈下がおきるようなこともあった。それでも、太平洋戦争後の農地解放によって農地と排水設備の権利が与えられ、村の9割が自作農になった。

### 池への回帰

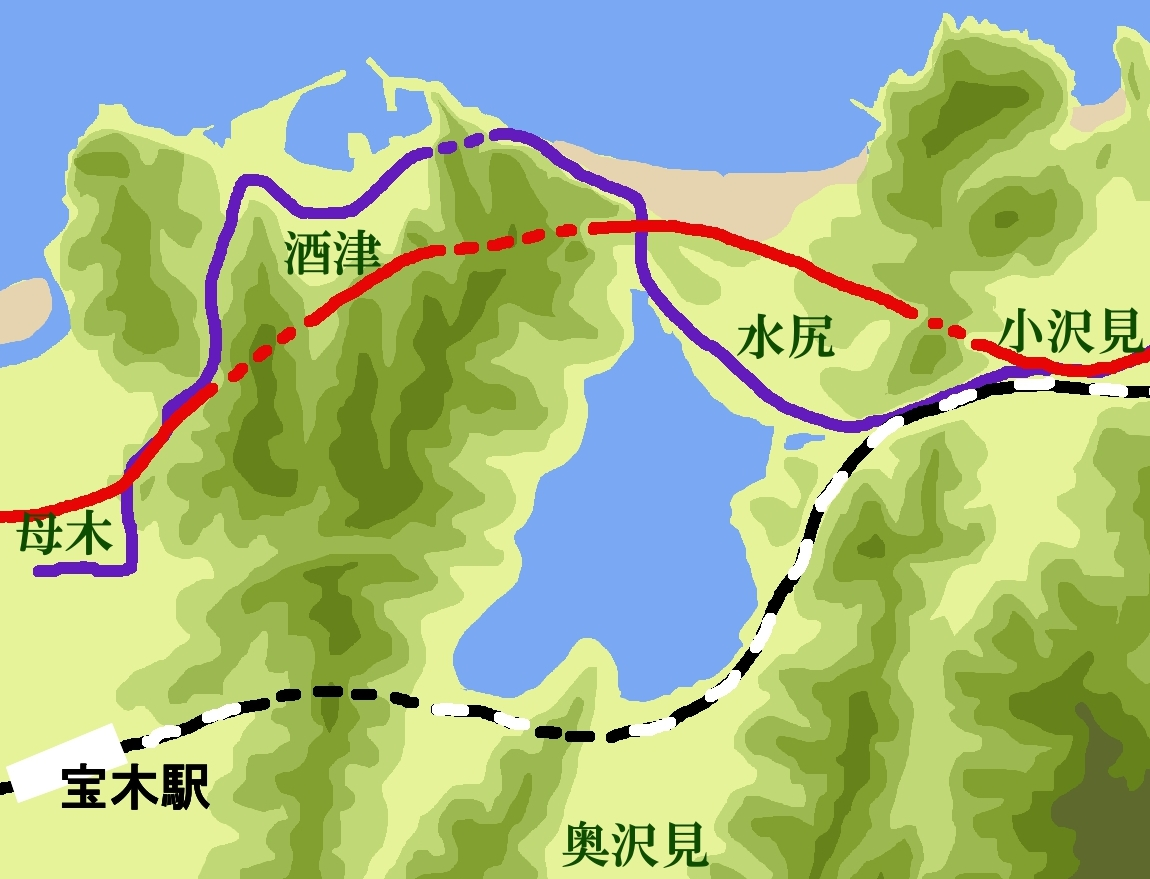
昭和41年に海岸沿いの国道が開通、昭和48年にバイパスができた。

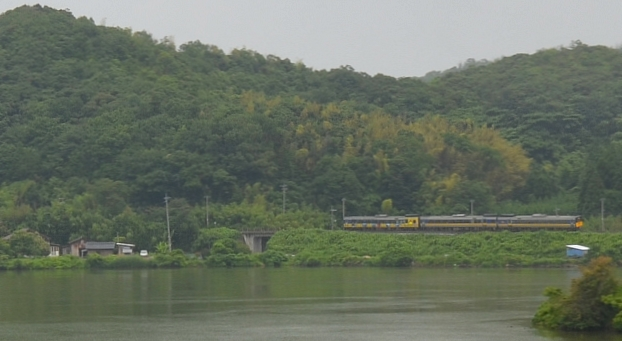
池畔を走る山陰本線からは水尻池がよく見える

明治時代から、母木坂のルートの道路整備が続けられてきたが、池のまわりの道路は昭和40年代に大変貌を遂げた。1966年（昭和41年）に、酒津を経由して海岸沿いをまわる国道が開通した。しかしこれによって集落内の交通渋滞や交通事故が激増し、1973年（昭和48年）には両集落を回避するバイパスが設けられた。国道やバイパスからは水尻池はほとんど見えないが、池の畔を走る山陰本線からは30秒ほど間近に眺めることができる。
村では大正時代の干拓事業以来、60年に渡り水田稲作が営まれてきたが、1970年代に国の農政が減反政策に転じると、次第に稲作が放棄される水田が増えた。1980年（昭和55年）には稲作が行われる水田が干拓地の半分以下になった。ちょうどその頃、排水ポンプが故障し、ポンプを修理してでも稲作を継続するかどうかで大きな議論となった。結局、地権者は共同で養魚組合を設立し、稲作から養鯉へ「転作」を行うことと決め、転作補助金を受けることになった。こうして1981年（昭和56年）から排水をやめ、以前のような池に戻った。
池には3万匹のコイの稚魚が放流され、有料の釣り堀として経営が行われた。しかし遊漁料収入は期待したほどではなく、1985年（昭和60年）からは淡水真珠の養殖も試みられたが、稚貝が3年でほとんど死滅してしまい、長続きはしなかった。
池に戻った土地の所有権は引き続き地権者が維持している。農地としては課税されていないが、湖水面積に応じた固定資産税などは負担しており、排水を行って地目変更を行えば農業の再開は可能となっている。
| | | |                                                                                                   | | |
| 1947年9月に米軍が撮影した水尻池。干拓により農地となっており、耕地割りがみてとれる。国土交通省 国土地理院 地図・空中写真閲覧サービスの空中写真を基に作成 | 1952年11月に米軍が撮影した水尻池。冬になり排水をやめて池に戻りつつある。国土交通省 国土地理院 地図・空中写真閲覧サービスの空中写真を基に作成 | 1964年5月。排水が始まり、池の南側が干上がり始めている。国土交通省 国土地理院 地図・空中写真閲覧サービスの空中写真を基に作成 | 1975年5月。排水が進んでいる。国土交通省 国土地理院 地図・空中写真閲覧サービスの空中写真を基に作成 | 1981年7月に国土地理院が撮影した水尻池。この年から稲作が行われなくなった。国土交通省 国土地理院 地図・空中写真閲覧サービスの空中写真を基に作成 | 2009年8月に国土地理院が撮影した水尻池。池に戻っている。国土交通省 国土地理院 地図・空中写真閲覧サービスの空中写真を基に作成 |

### 植生と水質の変化

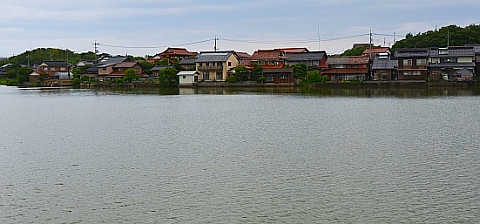
北岸の水尻地区は池のすぐそばに家が建ち並ぶ。

通年池となったことで、養魚のコイのほか、フナやオオタニシも大幅に増えた。湖岸ではヨシ、マコモといった挺水植物の群落が拡大した。その内側では、明治以前にはほとんど見られなかったというヒシが大繁殖し、春から秋にかけては湖面の半分が覆われる。ヒシの実は食用になるため、これを採取して出荷したこともあったが労力に見合う収入は得られなかった。このほか、湖底では帰化植物のオオカナダモも見られる。
淡水真珠の養殖が失敗したり、ヒシの大繁殖が発生したのは、水質の劣化に原因があるとする見方もある。もともと水尻池には大きな流入河川もないし、湖面が低いために流出する河川もない。谷の上流側にはほとんどなにもないので、水を汚すものがあるとすれば湖畔の家庭排水程度で、ポンプを使って毎年排水していた頃は、多少の汚れた水が流入しても1年に1度は排水されてしまうため、大きな問題はなかった。しかし、水の入れ替えが行なわれなくなったために汚染物質が池内に蓄積されるようになり、水質の変化（富栄養化）をもたらしたのではないかと考えられている。とはいえ、大正時代に干拓が行なわれるより以前の水質調査（1914年・大正3年）では、透明度は30cmであり、必ずしもかつてはきれいな池だったというわけでもない。
通年池となって間もない時期には2年を費やして、湖面のヒシの機械による除去を試みたり、ソウギョを放って水草を駆除し、水質の改善を試みたこともある。これらは一定の成果が得られたが、1984年（昭和59年）の旱魃で池の水が著しく減って養魚の大量死を招き、結局水質はそれほど改善されなかった。このため1990年代以降、周辺集落からの家庭排水を処理する施設の整備などが行なわれている。

### 野鳥の飛来地

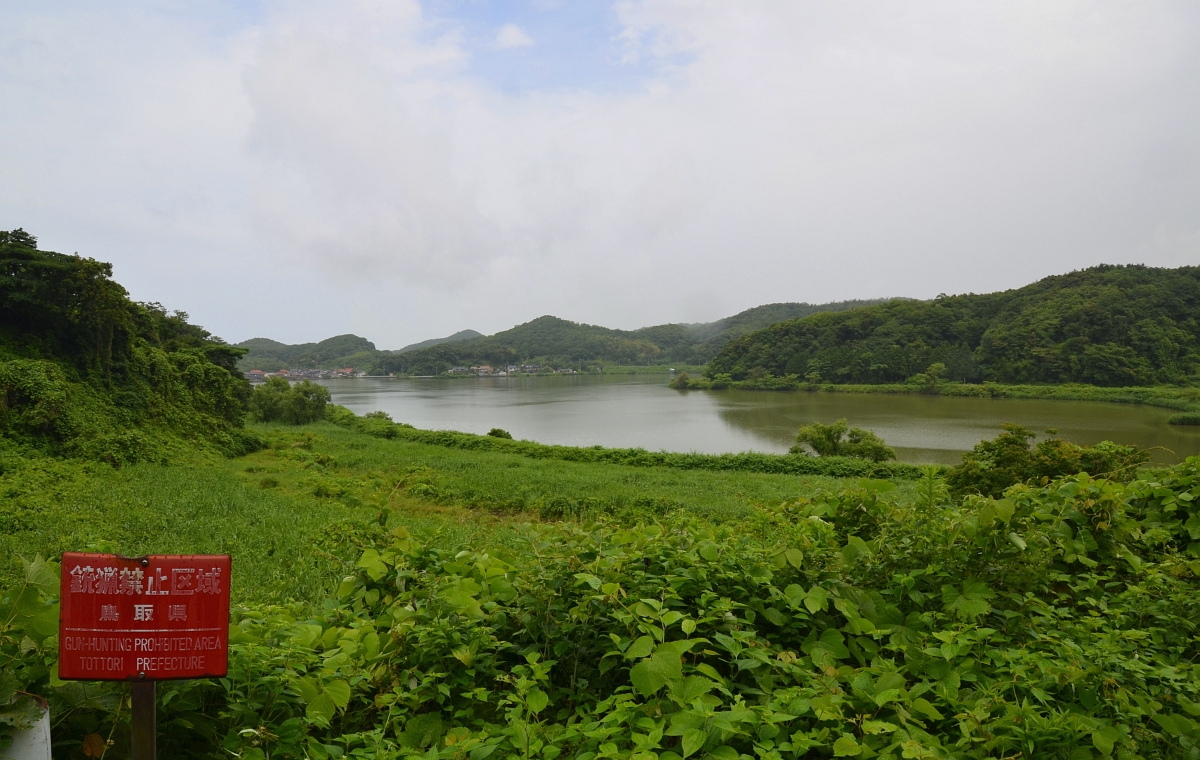
池の周囲は猟銃禁止区域になっている。

古い時代のことは不詳だが、池のまわりに鳥が来ても銃猟の的になるため、池には野鳥は全く寄りつかなかった。
ところが、1960年代後半になって秋から冬にかけてオオハクチョウが飛来するようになると、周囲では鳥獣保護が行われるようになり、水尻池周辺は野鳥の宝庫へと様相を変えた。
オオハクチョウが現れた当時の水尻池は夏期に稲作を行っていたので、冬期に池となっても湖底に稲穂や草が残っていた。水尻池は全体的に水深が浅いので、体の大きなオオハクチョウは水に潜ってこうした落ち穂を食べることができた。オオハクチョウは当初は数年に1度飛来する程度だったが、1975年（昭和50年）にハクチョウの保護のために一帯を猟銃禁止区域にしたところ、オオハクチョウは毎年越冬するようになった。水尻池以西でも、中海にときおりオオハクチョウが飛来することがあったが、毎年越冬する場所としては水尻池が日本での南限となった。
猟銃禁止区域となったことで、ほかの野鳥も集まるようになり、カモ類を中心に2000羽あまりが越冬するようになった。水鳥は湖底に沈む夏季の稲作による落ち穂や茎、草を餌としていたと考えられているが、1981年に稲作が行なわれなくなり、通年池となったことで、こうした環境に変化が訪れた。次第にこうした餌が減少した結果、オオハクチョウの飛来が減った。また、かつてはさかんに潜水して草を食べるホシハジロが野鳥の8割を占めていたが、1990年代にはまれに僅かな個体が飛来する程度になった。
|  |  |  |  |  |
|  |  |  |  |  |
|  |  |  |  |  |